# Chirens
Chirens är en kommun i departementet Isère i regionen Auvergne-Rhône-Alpes i sydöstra Frankrike. Kommunen ligger i kantonen Voiron som tillhör arrondissementet Grenoble. År 2022 hade Chirens 2 510 invånare.

## Befolkningsutveckling
Antalet invånare i kommunen Chirens
Referens:INSEE